# Cumianus
 (juin 2018).
Si vous disposez d'ouvrages ou d'articles de référence ou si vous connaissez des sites web de qualité traitant du thème abordé ici, merci de compléter l'article en donnant les références utiles à sa vérifiabilité et en les liant à la section « Notes et références ».
Cumianus ou Cumian est un moine irlandais, né vers 641 et mort vers 736, qui a été abbé de l' abbaye de Bobbio en Italie vers 715[réf. nécessaire].
Sa pierre tombale dans l'abbaye, qui présente un décor raffiné avec une longue épitaphe en vers, a été commandée par le roi des Lombards Liutprand.

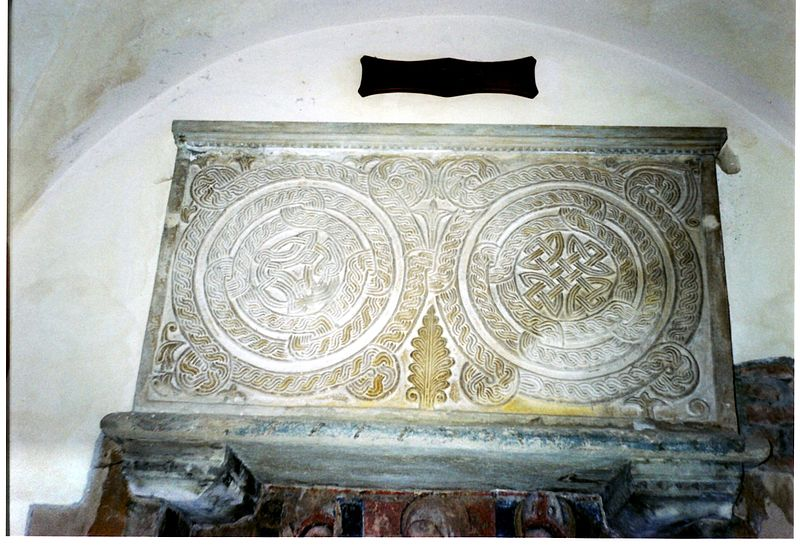
Sarcophage de Cumianus à Bobbio